# 1374 Isora
1374 Isora је Марсов тројански астероид са средњом удаљеношћу од Сунца која износи 2,250 астрономских јединица (АЈ).
Апсолутна магнитуда астероида је 13,5 а геометријски албедо 0,040.